# Porta del Sole (Palestrina)
La porta del Sole è una porta seicentesca delle mura della città di Palestrina, in provincia di Roma.
Venne edificata nel 1642 per volere dei Barberini. Agli inizi del XVIII secolo venne trasformata nelle forme attuali.

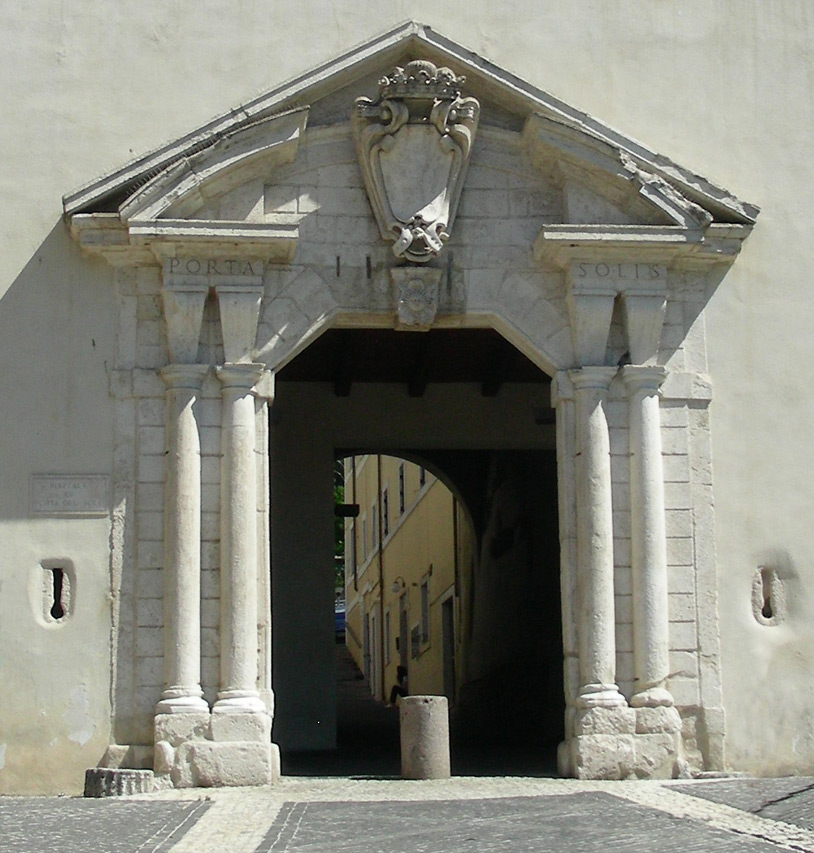
Particolare del portale

Ha un coronamento merlato e presenta un ricco portale, affiancato da  due coppie di colonne tuscaniche che sorreggono un timpano circolare spezzato, a sua volta inserito in un timpano triangolare intero alla maniera michelangiolesca di Porta Pia. Al centro il simbolo del sole  sormontato dallo stemma dei Barberini, le cui api furono eliminate nel 1798.
Davanti alla porta gli scavi archeologici hanno rimesso in luce i resti di una strada romana, sostenuta da muri in opera poligonale e in opera incerta e parte di una porta della cinta romana, in opera quadrata di tufo, datata al II secolo a.C..